# Kaliána
Kaliána (Sapé, Kariana, Caliana, Chirichano) je pleme američkih Indijanaca porodice (Calianan), šire porodice Arutani-Sape, nastanjeno u 3 naselja uz rijeke Paragua i Caroni na području venezuelske države Bolivar.
Kaliáne su sjedilački narod, stanovnici tropske šume i savane, koji se bavi lovom, ribolovom i poljodjelstvom. Gotovo su nestali; 28 (1990, UNDP). Mnogi se žene s pripadnicima plemena Arekuna, Auaké i Ninam.